# Liste der Monuments historiques in Saint-Mariens
Die Liste der Monuments historiques in Saint-Mariens führt die Monuments historiques in der französischen Gemeinde Saint-Mariens auf.

## Liste der Objekte
| Bezeichnung               | Beschreibung              | Standort                        | Kennzeichnung | Schutzstatus | Datum | Bild |
| ------------------------- | ------------------------- | ------------------------------- | ------------- | ------------ | ----- | ---- |
| Skulptur Madonna mit Kind | Holz (?), 18. Jahrhundert | in der Kirche St-Mariens (Lage) | PM33001395    | Inscrit      | 1980  |      |